# Esther Paniagua Gómez
Esther Paniagua Gómez (Madrid, 1986) és una periodista independent i autora especialitzada en ciència i tecnologia. És directora de l'IE Center for the Governance of Change des de gener de 2023.

## Trajectòria
Com a periodista, ha treballat per a mitjans com El País, El Espanyol, infoLibre entre d'altres. Ha estat reconeguda com una de les millors periodistes científiques d'Europa.
És professora del Màster en Recerca Periodística, Noves Narratives, Dades, Fact-checking i Transparència de la URJC i Fundació Maldita, així com d'altres programes acadèmics en temàtiques relacionades amb el periodisme, la comunicació digital o la intel·ligència artificial. També assessora a diversos think tanks, entitats i congressos, i col·labora amb diverses organitzacions sense ànim de lucre com MujeresTech o la Fundació Banc Sabadell.
És coautora de Diferéncia(te) (2015, Edebé) i ha col·laborat en No me cuentes cuentos (2020, Montena). També és autora dels informes Inteligencia Artificial, Big Data, el poder de los datos y Modelos de Negocio Disruptivos, publicats pel Future Trends Fòrum de la Fundació Bankinter.
El 2021 va publicar el seu primer llibre en solitari, Error 404 ¿Preparados para un mundo sin internet? el llibre s'ha traduït a l'alemany i l'italià i està sent traduït a d'altres llengües.

## Publicacions
- Diferéncia(te) (2015, Edebé)
- No me cuentes cuentos (2020, Montena)
- Error 404: ¿Preparados para un mundo sin internet? (2021, Penguin)[4]

## Premis i reconeixements
El 2020 i 2019 va ser una de les «Top 100 Dones Líders d'Espanya». També va ser escollida entre les «100 Most Creative People in Business» per la revista Forbes España. Ha rebut nombrosos guardons en periodisme científic, tecnològic i d'innovació (Accenture, Roche, Vodafone, ABSW).